# Sult (filme)
Sult é um filme de drama dinamarquês de 1966 dirigido e escrito por Henning Carlsen e Peter Seeberg. Foi selecionado como representante da Dinamarca à edição do Oscar 1967, organizada pela Academia de Artes e Ciências Cinematográficas.

## Elenco
- Per Oscarsson	 ... Pontus
- Gunnel Lindblom ... Ylajali
- Birgitte Federspiel ... Irmã
- Knud Rex ... Landlord
- Hans W. Petersen ... Grocer
- Henki Kolstad	... Editor
- Roy Bjørnstad	... Konstantin
- Sverre Hansen	... Pintor
- Pål Skjønberg	... Constable